# Popowice (województwo małopolskie)
Popowice – wieś (sołectwo) w Polsce położona w województwie małopolskim, w powiecie nowosądeckim, w gminie Stary Sącz.
Wieś duchowna położona była w drugiej połowie XVI wieku w powiecie sądeckim województwa krakowskiego.
Komunikacja miejska: 
Do Popowic, podobnie jak do większości miejscowości gminy Stary Sącz dojeżdżają autobusy MPK Nowy Sącz. Tutaj jeździ linia 10.

## Położenie
Położona jest na pograniczu Beskidu Sądeckiego (pasmo Jaworzyny Krynickiej) i Kotliny Sądeckiej, na wysokości od 360 m n.p.m. do 574 m n.p.m., po lewej stronie Popradu wzdłuż potoku wypływającego spod góry Popowiec. Graniczy z miastem Stary Sącz (Cyganowice), Łazami Biegonickimi, Myślcem, Żeleźnikową (gmina Nawojowa), Barcicami Dolnymi i Barcicami Górnymi (Wdżary).

## Historia
Nazwa wsi pochodzi od słowa pop czyli ksiądz. Popowice = poddani popa. Mogło też to być przezwisko świeckiego właściciela o przydomku Pop.
Z roku 1432 jest pierwsza wzmianka o Popowicach w dokumencie ksieni klasztoru klarysek - Anny Przyszowskiej. Wzmiankowana też w Księdze uposażeń diecezji krakowskiej Jana Długosza z ok. 1475 r. Wieś duchowna, własność klasztoru klarysek w Starym Sączu, położona była w drugiej połowie XVI wieku w powiecie sądeckim województwa krakowskiego. Od 1555 r. należały do parafii starosądeckiej. Od 1782 r. należała do austriackich dóbr państwowych (Komisariat Ekonomiczny Kameralnych Dóbr Starego Sącza). W czasach autonomii galicyjskiej razem z sąsiednim Myślcem tworzyła jedną gminę. W latach 80. XIX w. liczyła 39 domów i 297 mieszkańców w tym 5 Izraelitów. Następnie była gromadą gminy zbiorowej Stary Sącz. Od 1954 r. należała do GRN Stary Sącz-Wieś. W 1973 r. została sołectwem Miasta i Gminy Stary Sącz. W latach 1975–1998 miejscowość położona była w województwie nowosądeckim.
Wieś nie posiada herbu. W czasach galicyjskich władze gminne posługiwały się pieczęcią z wyobrażeniem postaci św. Jana Nepomucena.